# Zorînivka, Milove
Zorînivka (în ucraineană Зоринівка) este un sat în comuna Morozivka din raionul Milove, regiunea Luhansk, Ucraina.

## Demografie
Componența lingvistică a localității Zorînivka
     Ucraineană (59,38%)
     Rusă (40,63%)
Conform recensământului din 2001, majoritatea populației localității Zorînivka era vorbitoare de ucraineană (59,38%), existând în minoritate și vorbitori de rusă (40,63%).